# La Magdeleine, Aostadalen
La Magdeleine är en ort och kommun i regionen Aostadalen i nordvästra Italien. Kommunen hade 108 invånare (2017) och har italienska och franska som officiella språk.